# Leila Ouahabi
Leila Ouahabi (født 22. marts 1993) er en spansk fodboldspiller, der spiller som forsvarsspiller for FC Barcelona og Spaniens kvindefodboldlandshold. 

## Meritter
Klub
- Primera División: Vinder 2011-12, 2012-13
- Copa de la Reina de Fútbol: Vinder 2011, 2013
- Copa Catalunya: Vinder 2010, 2011, 2012

Spanien
- Algarve Cup: Vinder 2017